# Total kostnad

Man kan bryta ned den totala kostnaden i fasta kostnader och rörliga kostnader.

Total kostnad är en företagsekonomisk term för summan av rörlig kostnad och fast kostnad. All ekonomisk verksamhet har vanligtvis både rörliga och fasta kostnader; de rörliga är sådana som lätt förändras med produktionsvolymen, medan de fasta är sådana som är relativt stabila i förhållande till produktionsvolymen.
Om man antar att kostnaden för varje producerad enhet är konstant så innebär det att den totala kostnadens volym är linjär, vilket framgår av bilden till höger.